# Austrasphaera berentsae
Austrasphaera berentsae is een pissebed uit de familie Sphaeromatidae. De wetenschappelijke naam van de soort is voor het eerst geldig gepubliceerd in 2003 door Bruce.